# Auderghem
Auderghem (franciául, a régi holland helyesírás szerint) vagy Oudergem (hollandul) egyike a belga fővárost, Brüsszelt alkotó 19 alapfokú közigazgatási egységnek, községnek. 2010-ben teljes lakossága 30811 fő volt, területe 9,03 km², népsűrűsége 3412 fő/km².
A kerület a Woluwe patak völgyében, a Soignes-i erdő (Forêt de Soignes vagy Zoniënwoud) északi határánál fekszik. Bár kedvelt lakóövezet és számos fontos közlekedési útvonal megy át rajta, mégis meg tudta őrizni parkjait, zöldterületeit és történelmi emlékeit, amelyek közül a legfontosabbak a Rouge-Cloître vagy Rood Klooster apátság, a Val Duchesse / Hertoginnedal rendház, a Trois Fontaines / Drie Fonteinen kastély, a Szent Anna kápolna.

## Földrajzi elhelyezkedése
A kerület a Brüsszel fővárosi régió délkeleti részén található, szomszédai észak felől Woluwe-Saint-Pierre, délen Watermael-Boitsfort, nyugaton Ixelles és Etterbeek. Kelet felől a Flamand-Brabant tartományban található Tervuren és Overijse településekkel határos.

## Története

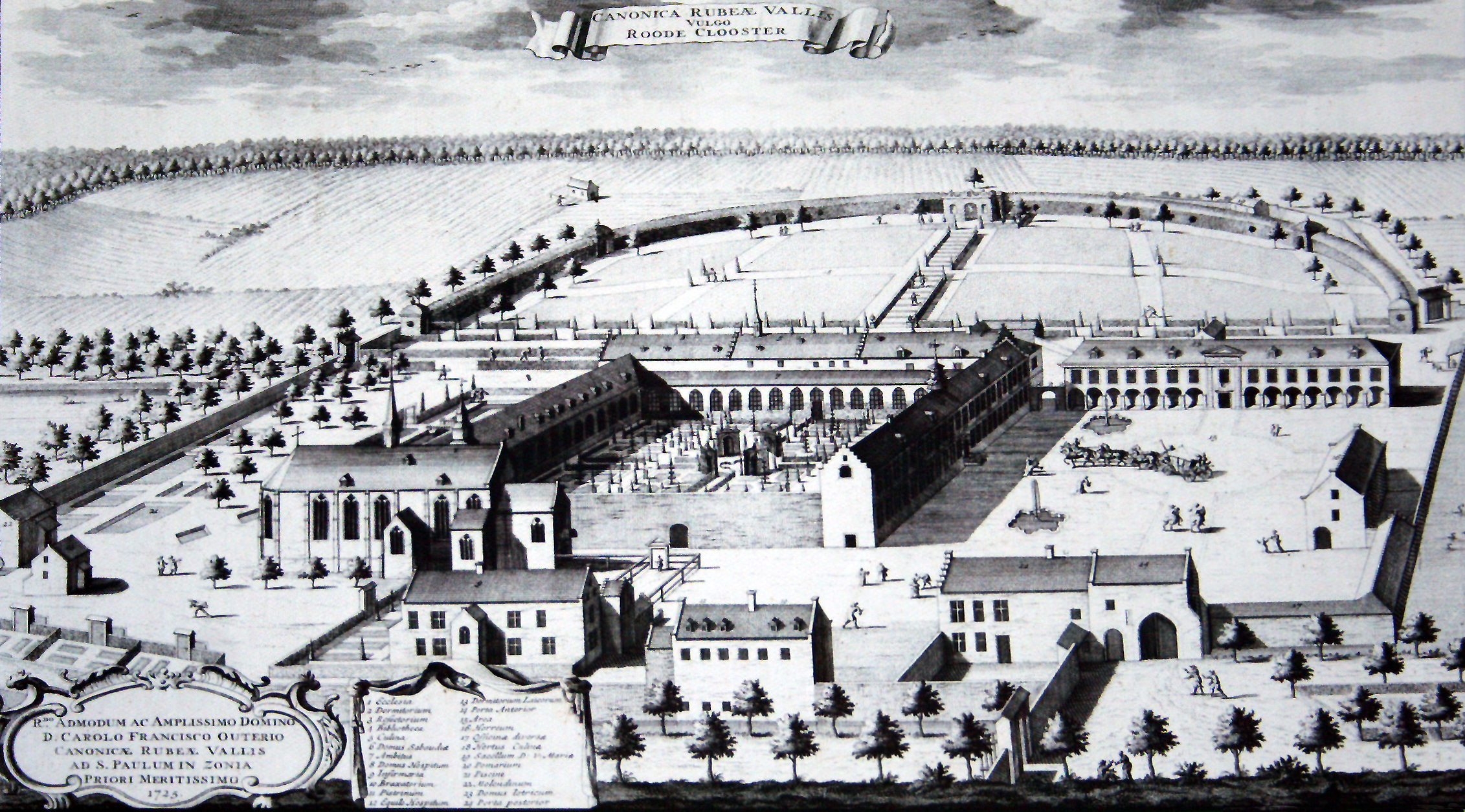
A Rouge-Cloître apátság látképe 1725-ben

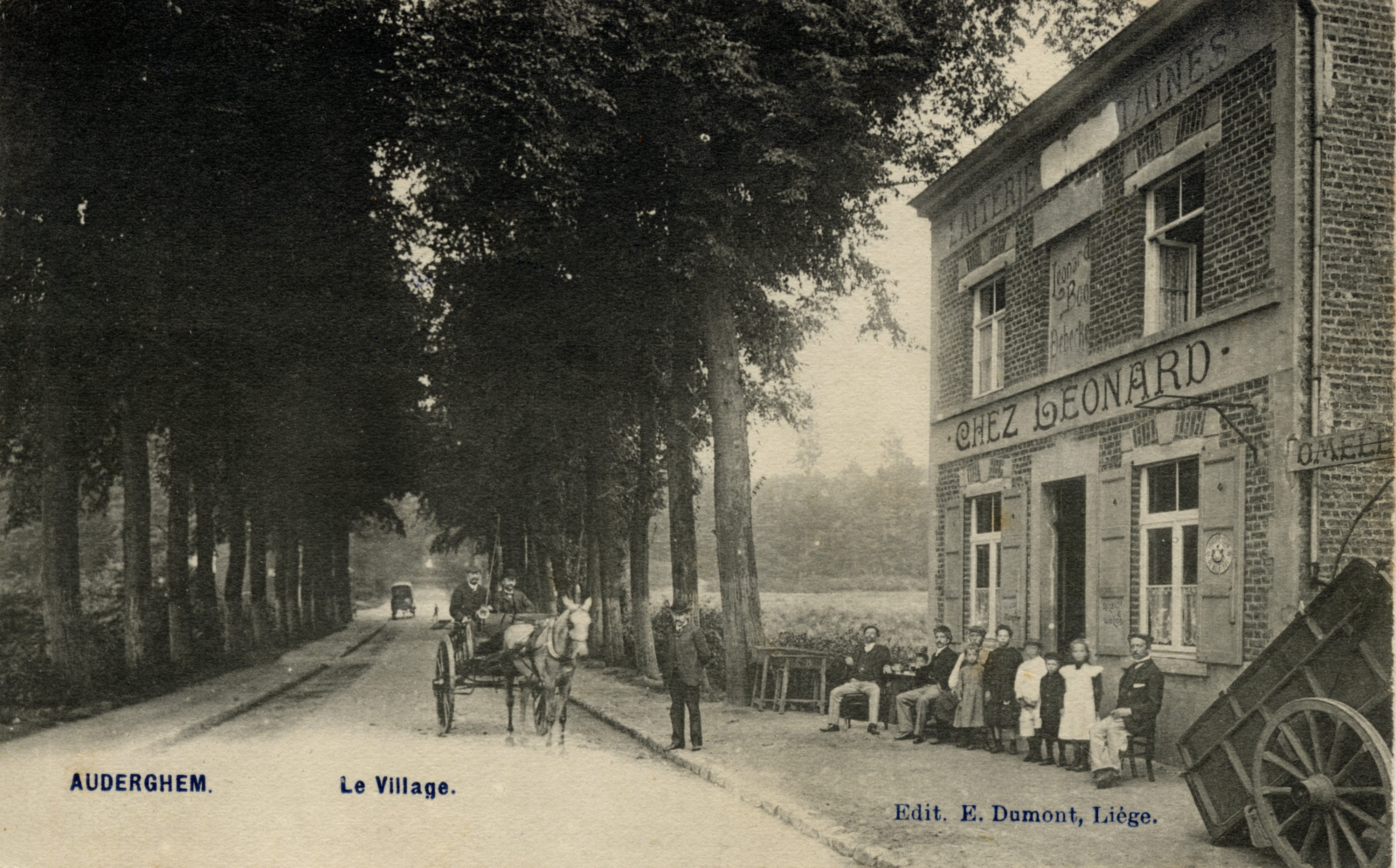
Auderghem 1900-1905 körül.

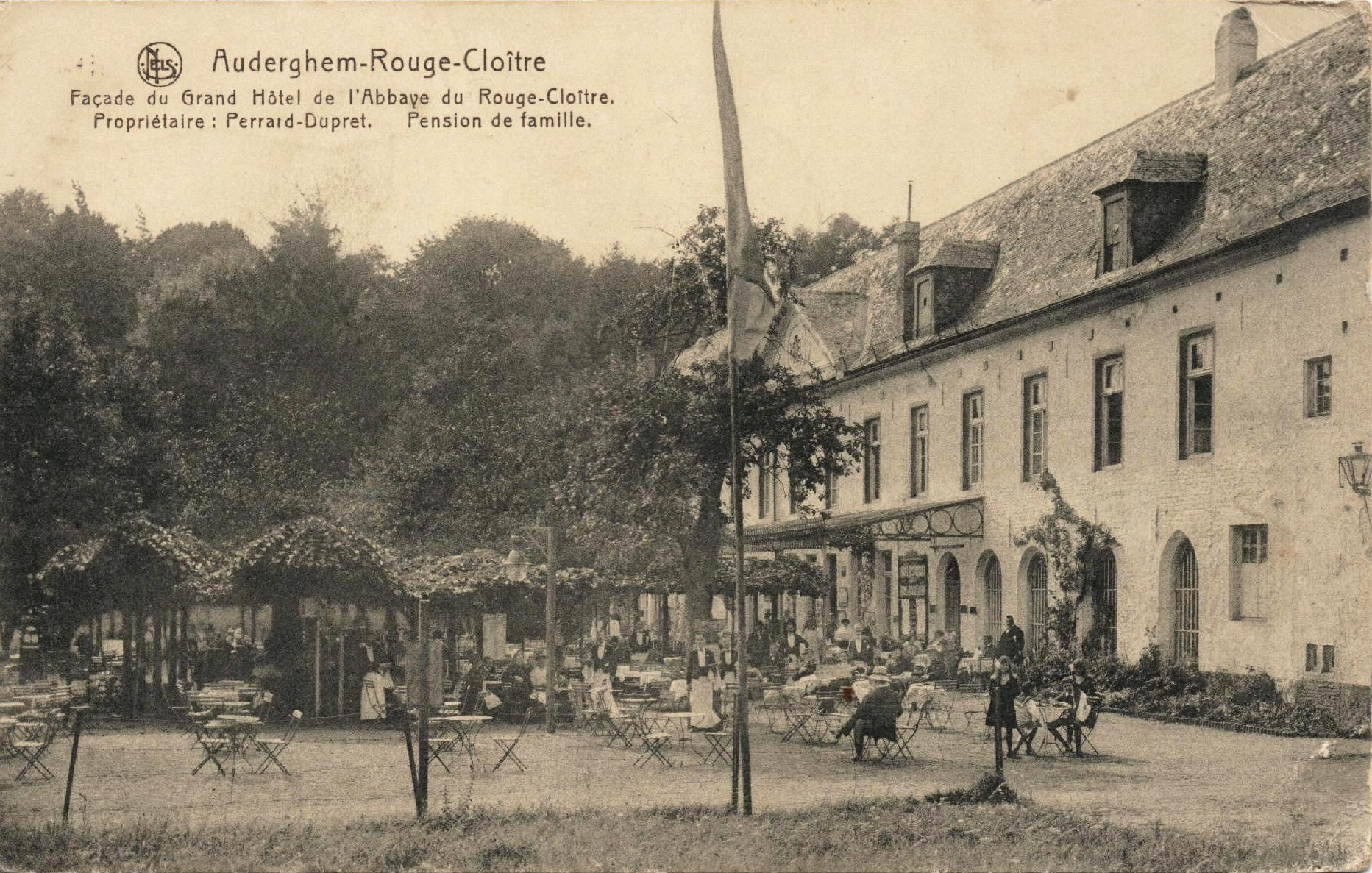
Kávézó a Hôtel Abbaye du Rouge-Cloître előtt, az 1920-as években

Brüsszeltől délkeletre, a hatalmas kiterjedésű Soignes-i erdőben három település alakult ki: Auderghem, Watermael és Boitsfort. Auderghem eredetileg egy Watermaelhoz tartozó tanya körül alakult ki a Woluwe patak völgyében.  A 9. század végére újabb házakat építettek a tanya köré, ahol a földművesek, favágók, seprűkészítők stb. laktak. A település első említése 1251-ben volt Oudrenghem néven (a név jelentése "öreg ház" vagy "az öregek (ősök) háza").
1726-ban épült meg az út, amely megtörte Auderghem elszigeteltségét és összekötötte Wavre-ral (chaussée de Wavre). A jobb közlekedés hozzájárult a település lakosságának rohamos növekedéséhez. 1794-ben a Belgium területét megszálló franciák önálló településsé alakították Auderghemet, Watermaelt és Boisfort-t, azonban 1811-ben Napóleon császári rendelete alapján a három falut összevonták és közös közigazgatás alá helyezték. Auderghem 1863-ban, királyi rendelet alapján vált önálló településsé, ekkor lakossága kb. 1600 fő volt. Első polgármestere Henri de Brouckère volt.
II. Lipót belga király uralkodása alatt kezdődött meg a Brüsszel-Tervuren vasútvonal építése Auderghemen keresztül. Ez és a Boulevard du Souverain erőteljesen hozzájárultak a kerület fejlődéséhez és a lakosság növekedéséhez.
A középkor során Auderghemben a közeli erdő adta nyersanyagok kihasználására épülő iparágak települtek meg: a favágás és fafeldolgozás mellett a fát mint tüzelőanyagot felhasználó üveggyártás, ruhafestés és textilkészítés. Egészen a 20. század elejéig az ipar termékeit a tehetős brüsszeli polgárok és nemesek vásárolták fel.
A 19. század végétől egészen a második világháborúig fontos szerepet játszottak a helyi mosónők ("blanchisseurs" vagy "wassers"), akik kisvállalkozásban vagy családilag mosták a tehetős brüsszeli polgárok szennyes ruháit. Olyan kiemelt szerepet játszottak a település életében, hogy egy 1896-os önkormányzati jelentés szerint a "közösség elsődleges bevételi forrását" jelentik. Mára ezek teljesen eltűntek, helyüket üzletek és kis vállalkozások (Chaussée de Wavre), nemzetközi vállalatok (Boulevard du Souverain) és néhány európai uniós intézmény (a Beaulieu negyed) vette át.
A múlt emlékeit azonban továbbra is megőrizték: a Rouge-Cloître apátság, a Val-Duchesse perjelség, a Château de la Solitude, a Château Sainte-Anne és a Szent Anna-kápolna, illetve a château de Trois-Fontaines ma is kedvelt célpontja az idelátogatóknak. A 20. század elején alapították a Centre scolaire du Souverain művészeti iskolát (ma Centre d'Art de Rouge-Cloître), ahol többek között Jean-Baptiste Degreef, Auguste Oleffe, Léon Houyoux tanult.
Történelmi érdekesség, hogy 1956-ban Paul-Henri Spaak vezetése alatt a Val-Duchesse kastélyban folytak a Közös Piaci és Euratom Kormányközi Konferencia megbeszélései, amelyek 1957-ben a Római szerződés aláírásához és az Európai Gazdasági Közösség, illetve az Euratom megalapításához vezettek.

## Látnivalók

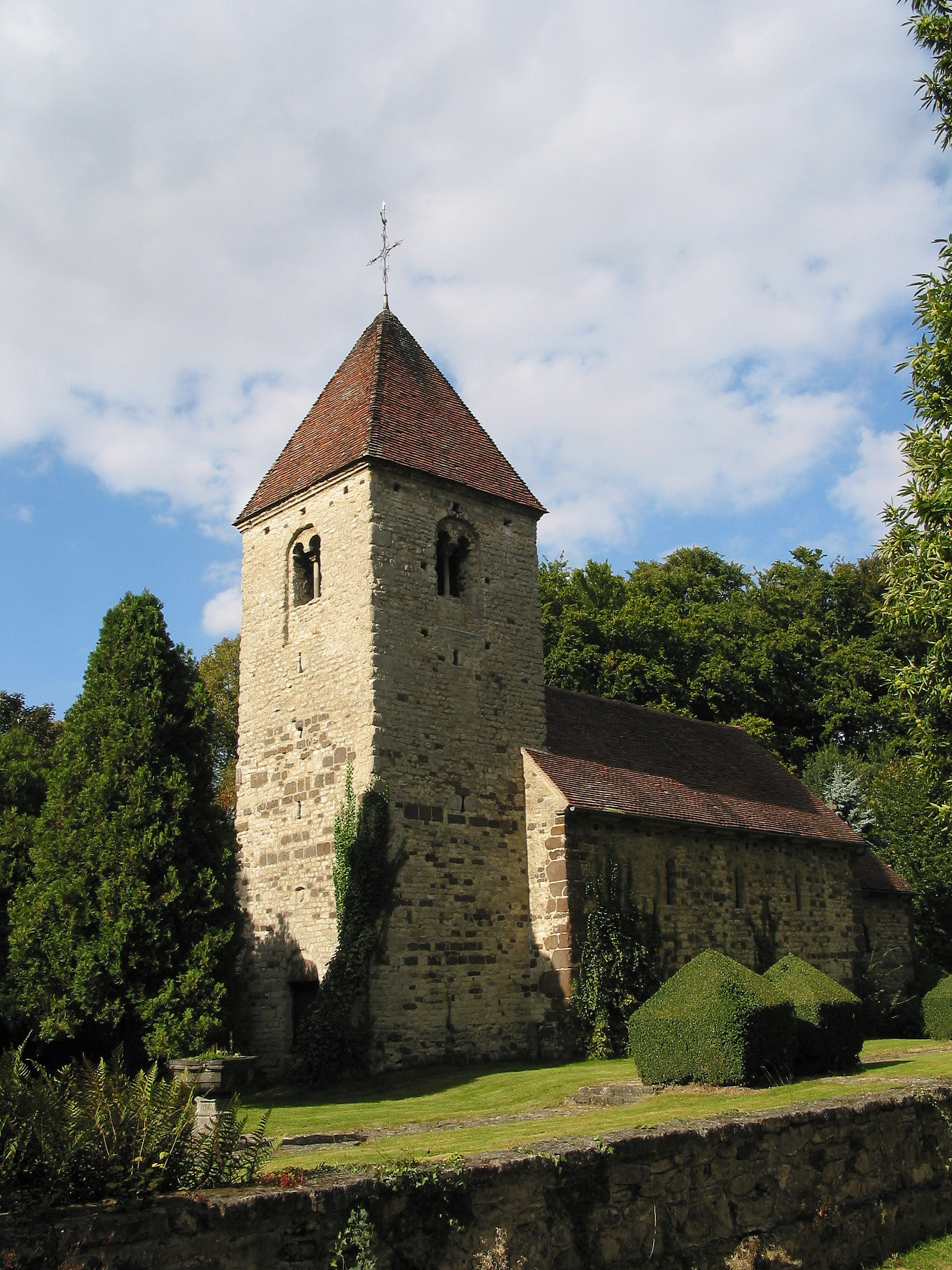
A Szent Anna-kápolna

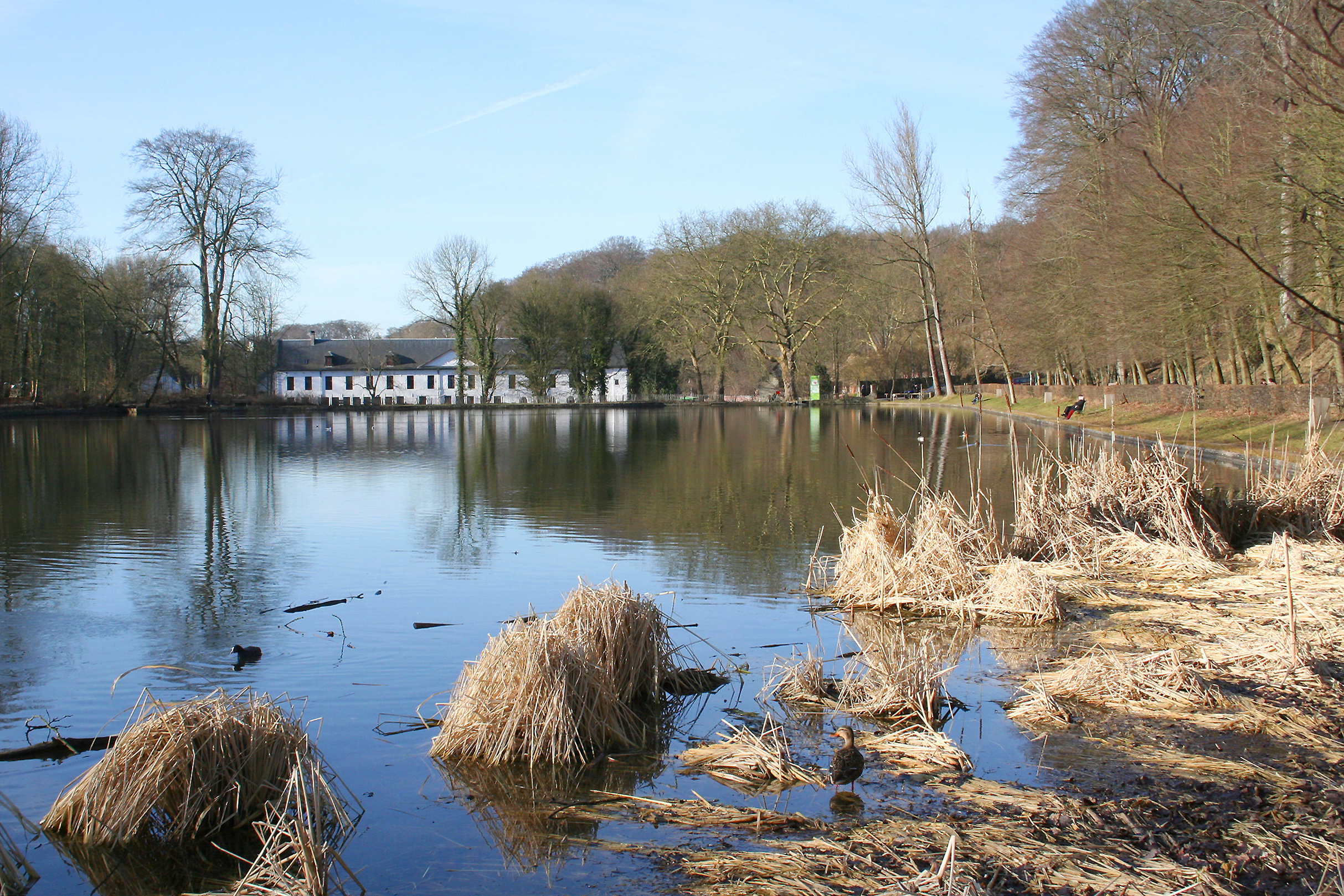
A Étang du Moulin (Malom-tó), háttérben a Rouge-Cloître épülete

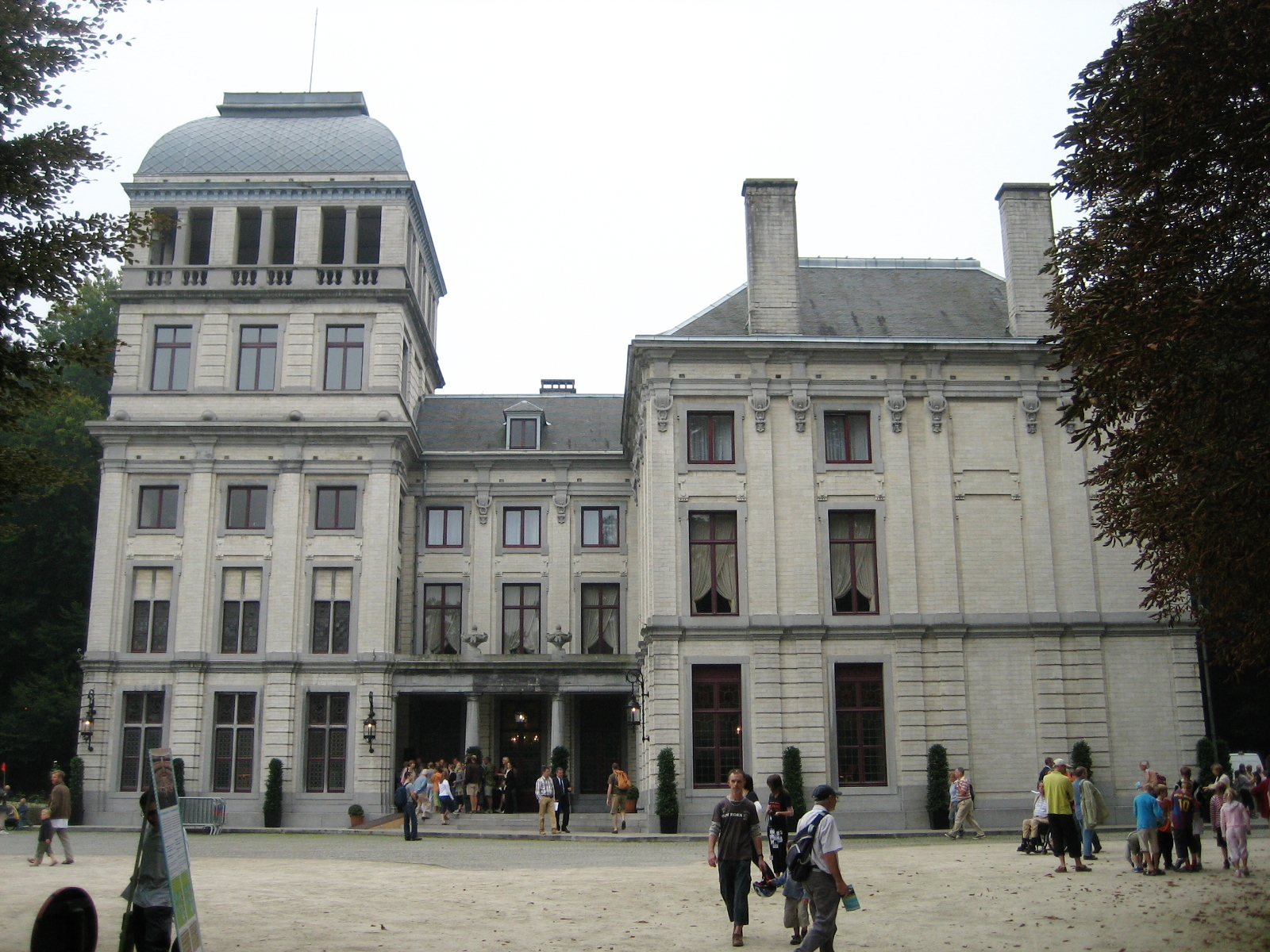
A Val Duchesse kastély épülete

- A Val Duchesse / Hertoginnedal perjelséget 1262-ben alapította Adéla burgundi hercegnő, III. Henrik herceg özvegye (tőle ered a Val Duchesse - "hercegnő völgy" név is). A perjelség volt az első Németalföld területén, amelyben nők laktak és a Domonkos-rendhez tartozott. 1650-ben egy ma is látható falat építettek a perjelség köré, majd 1780-ban épült a kastély, amely a főnökasszony lakhelye volt. A kastély épülete általában nem látogatható, a belga kormány szokta használni hivatalos találkozók rendezésére. 1956-ban tartottak itt egy kormányközi konferenciát, amely az európai közös piac és az Euratom megalakításához vezetett. 1963-ban a belga kormány itt határozta el az ország átalakítását federalista elvek alapján (vagyis a három régió, a három nyelvi közösség és két kulturális közösség szerint). 2002-ben és 2006-ban belga-brit konferenciát tartottak itt.
- A Szent Anna-kápolna elődjét a 12. században alapították és 1843-ban hagyták el. A kápolna hivatalosan nem látogatható, pedig a középkori építészet szép emléke, és még megvan eredeti bútorzata is.
- A Rouge-Cloître (francia) vagy Rood-Klooster (holland) apátságot 1367-ben alapították augusztinus barátok és 1796-ig, a francia megszállásig működött. A név a holland Roode Cluse vagy Kluise szóból ered, amelynek jelentése "vörös menedék". A szerzetesek elüldözése után a hely sokáig hanyatlott, majd 1910-ben a Beruck család vette meg és kedvelt kirándulóhellyé, hotellé alakították át. Az apátság épületét 1959-ben műemlékké nyilvánították és 1992-től a brüsszeli régió tulajdona. Azok az épületek, amelyek megmaradtak, erősen leromlott állapotban vannak, jelenleg is folyik felújításuk, illetve a környék régészeti feltárása. A megmaradt épületekben ma a Centre d’Art du Rouge-Cloître művészeti központ és kiállítóterem működik.

## Híres emberek
- Marc Herouet, zenész
- Ginette Javaux, festő
- Jacques Moeschal, szobrász
- Joëlle Morane, koreográfus
- Pipou, kabarészínész
- Tillieux, képregényrajzoló
- Pascal Vrebos, író, újságíró
- Jacques Zwick

## Testvérvárosai)
- Franciaország: Choisy-le-Roi
- Franciaország: Vallauris
- Görögország: Patmos

## További képek

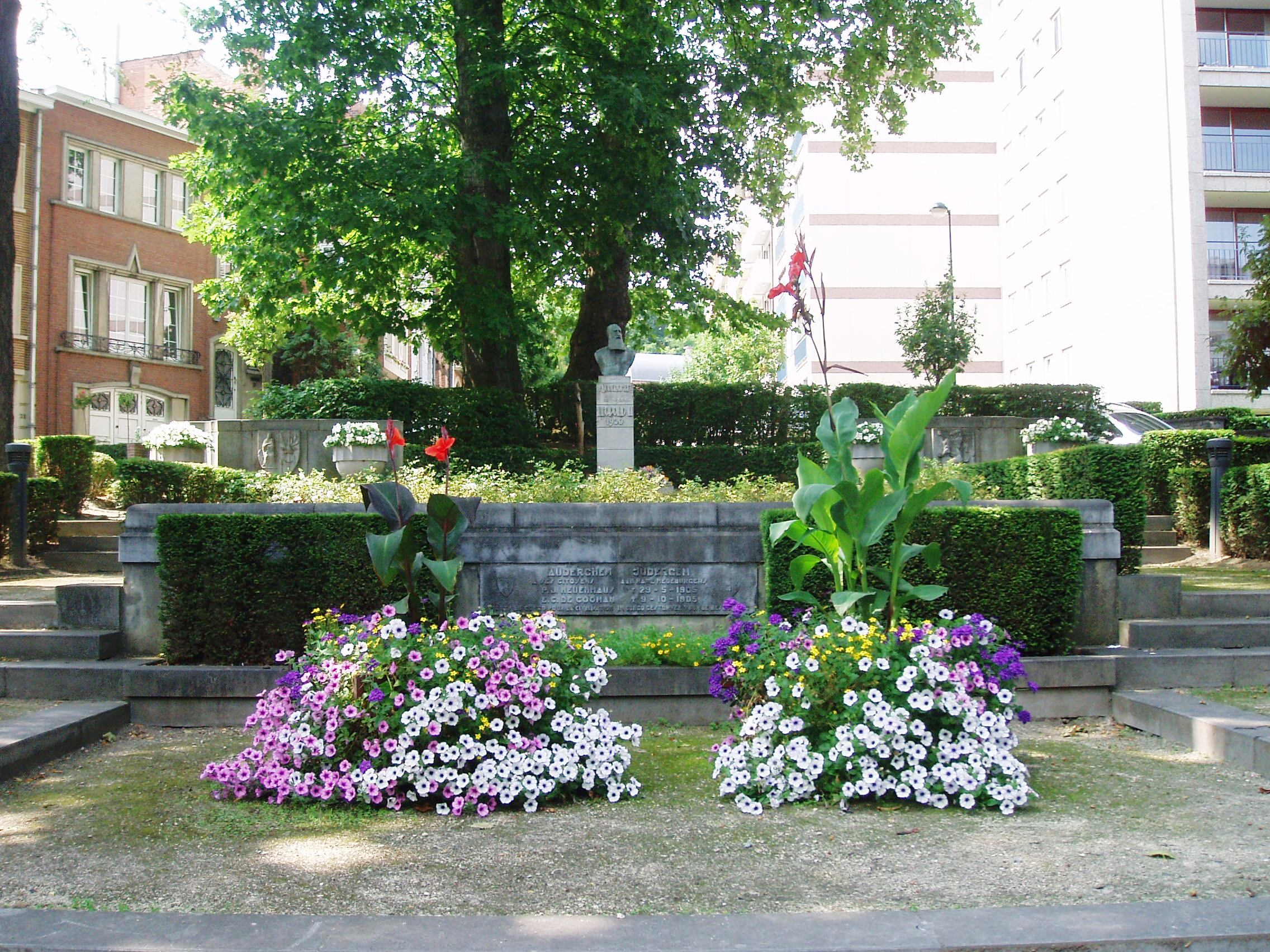
Square de Souverain
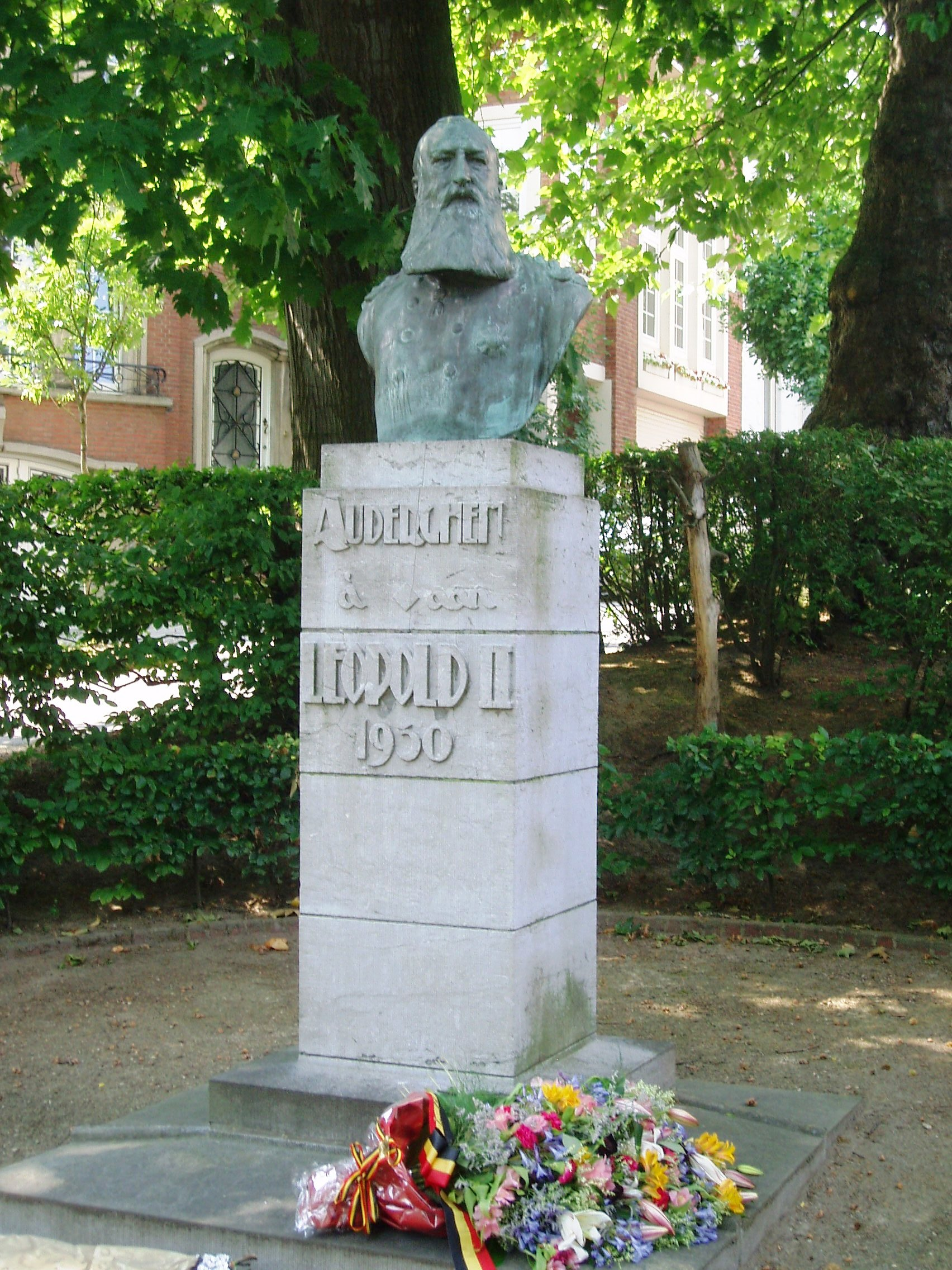
II. Lipót belga király mellszobra a Boulevard de Souverain mellett
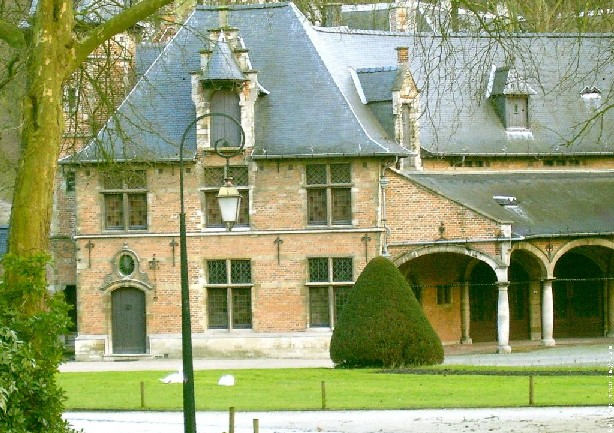
A Val Duchesse perjelség épülete ma
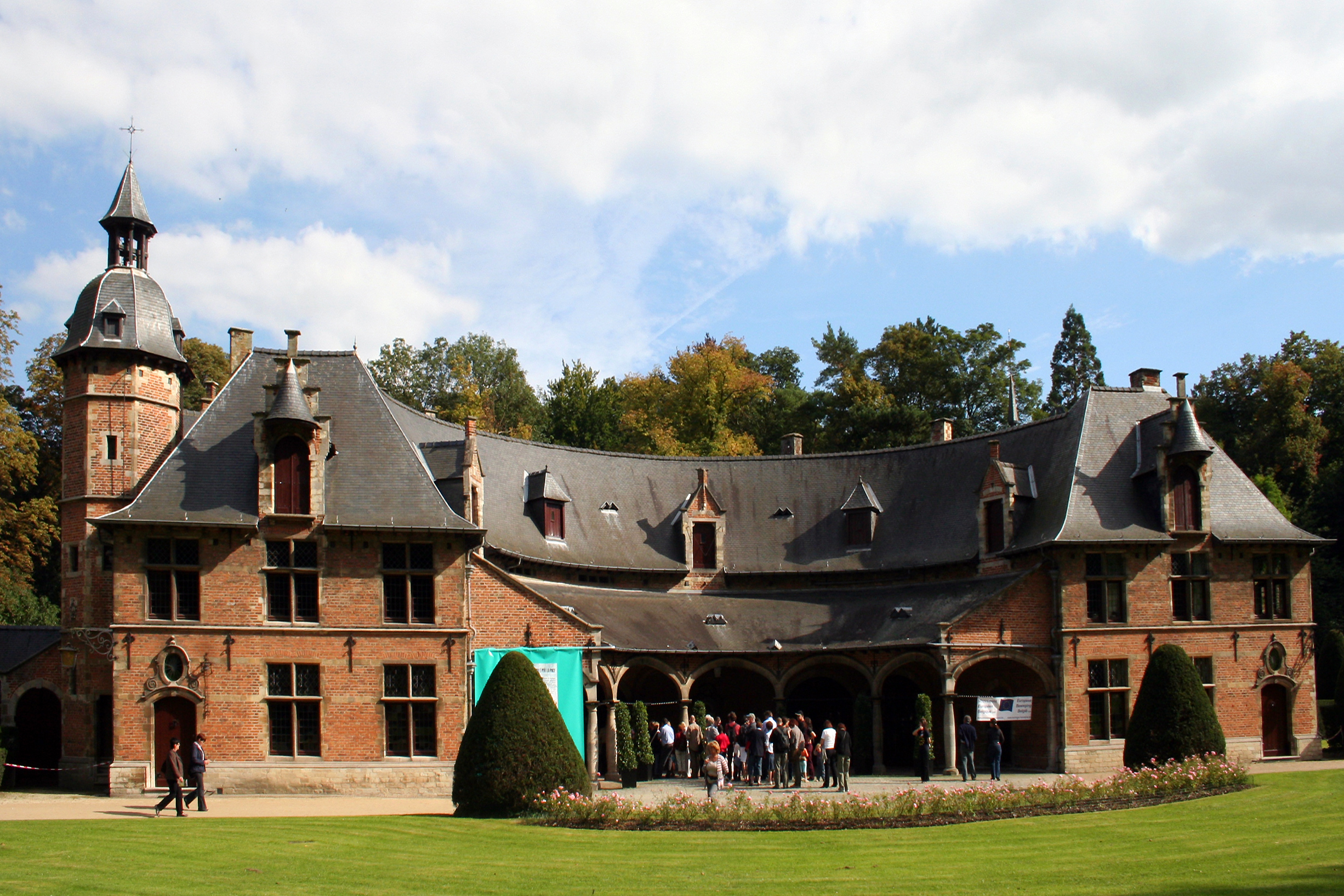
A Val Duchesse perjelség
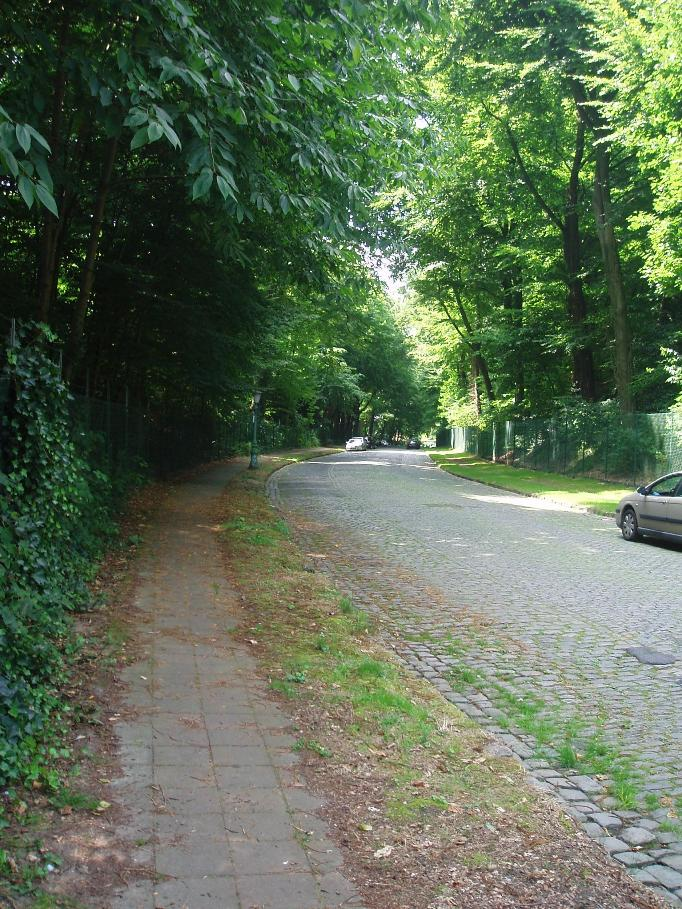
Az Avenue Valduchesse utca
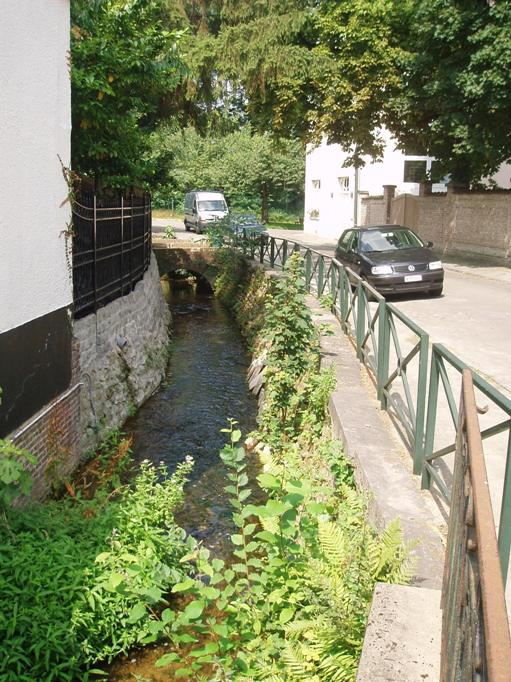
A Woluwe folyó az Avenue Valduchesse mentén
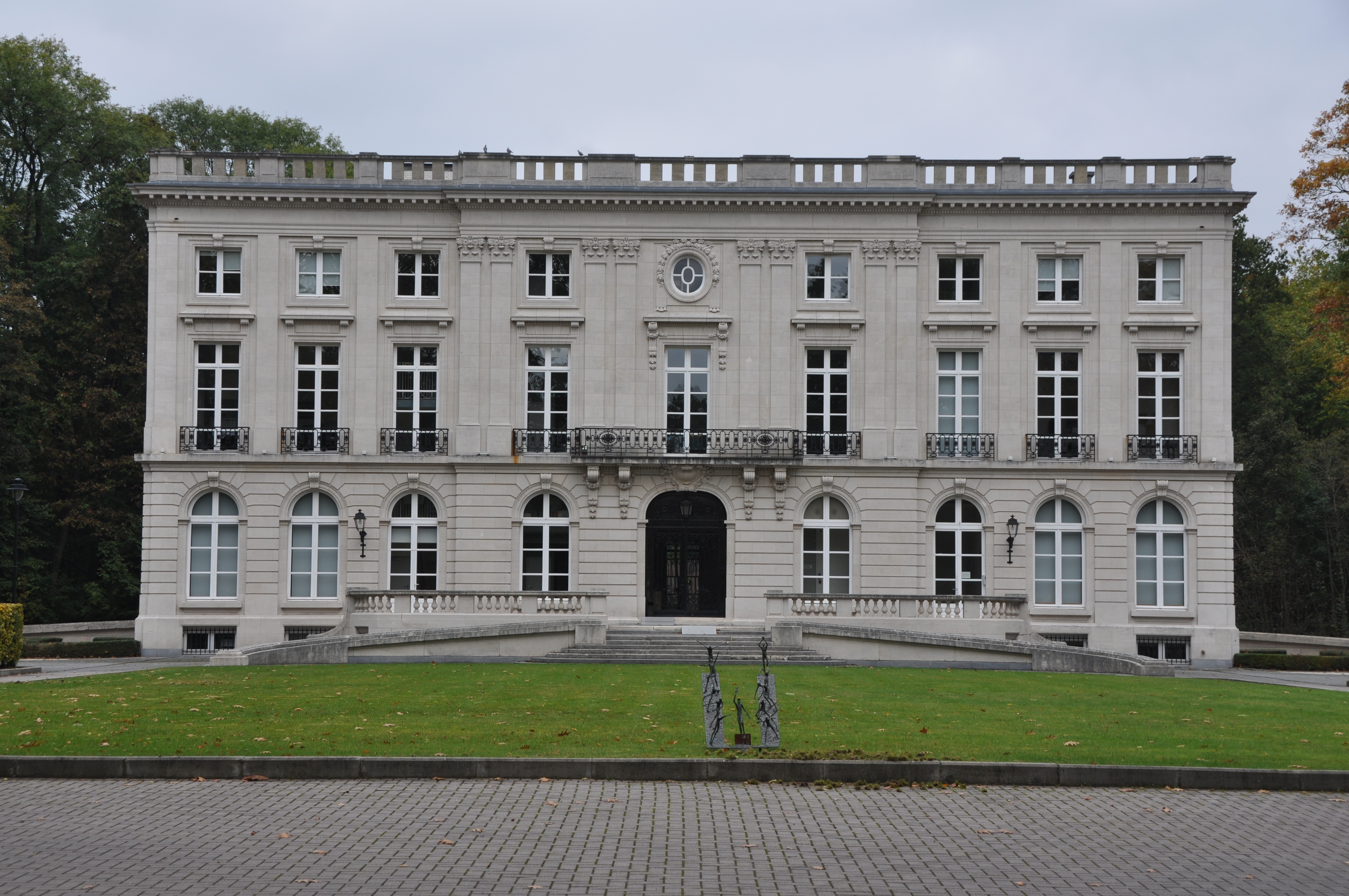
A Château de La Solitude kastélyt 1913-ban építtette Marie Ludmille Rose de Croÿ, Arenberg hercegnője.
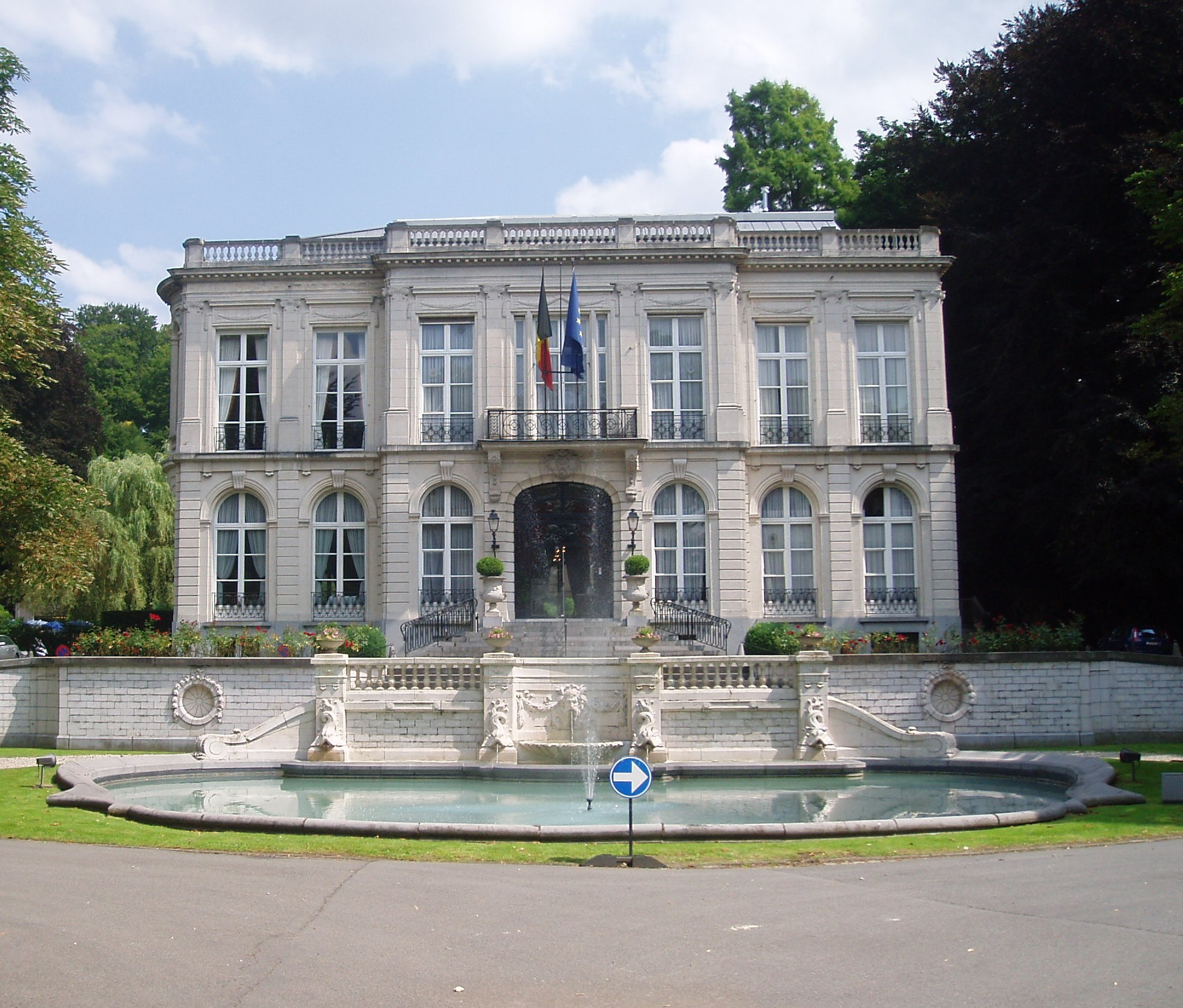
A Szent Anna kastély (Château Sainte-Anne)
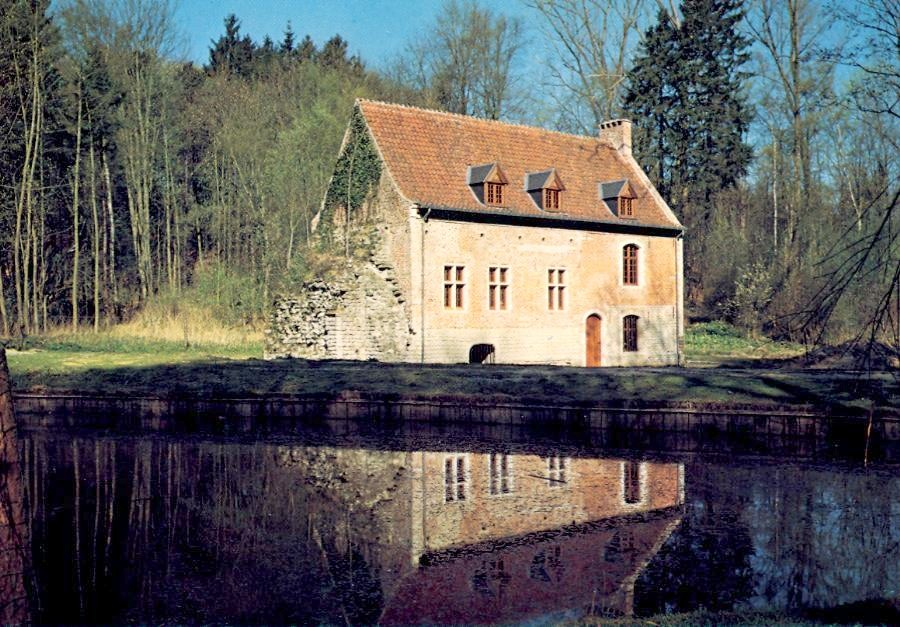
Château des Trois Fontanes
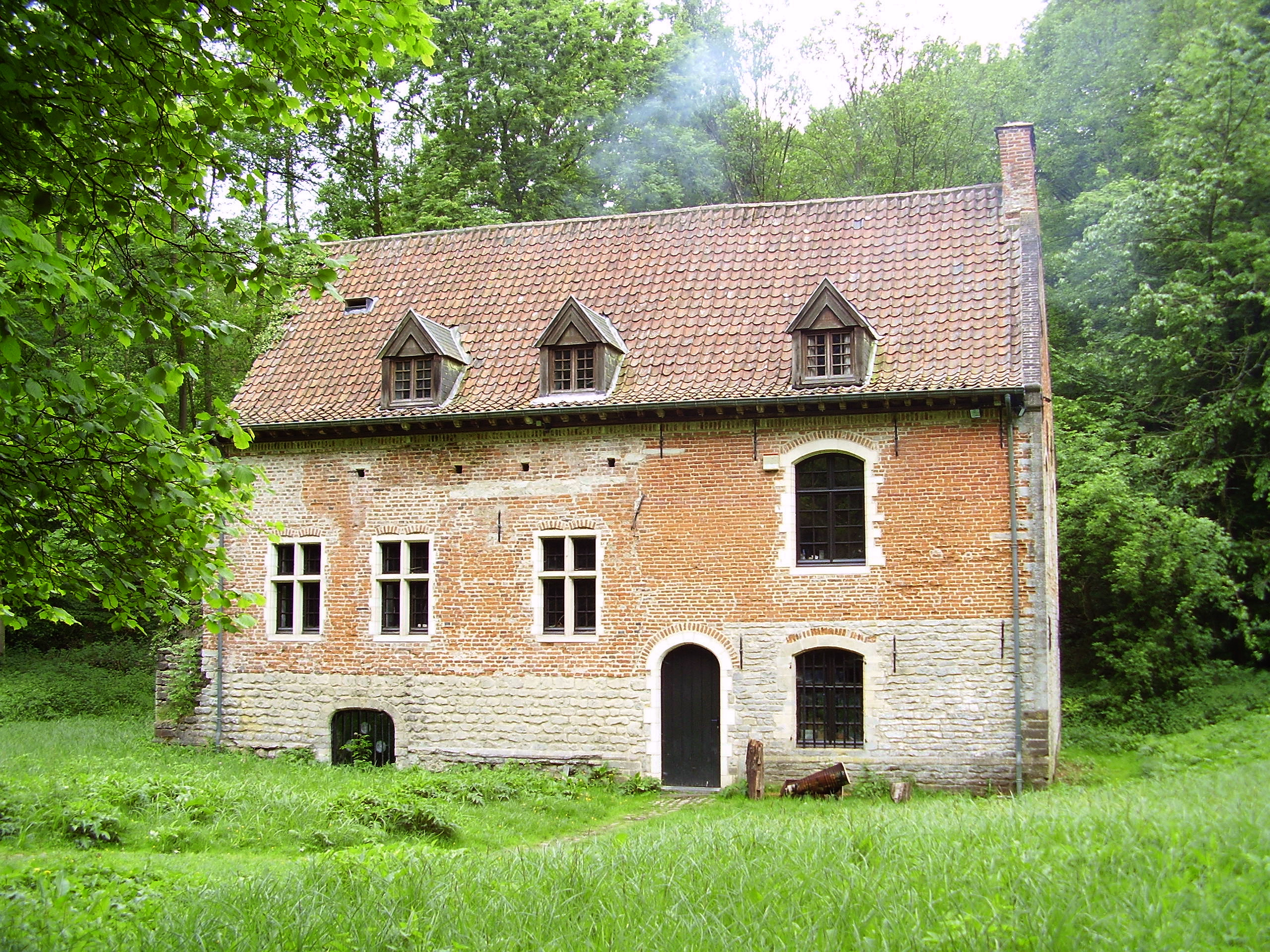
Château des Trois Fontaines
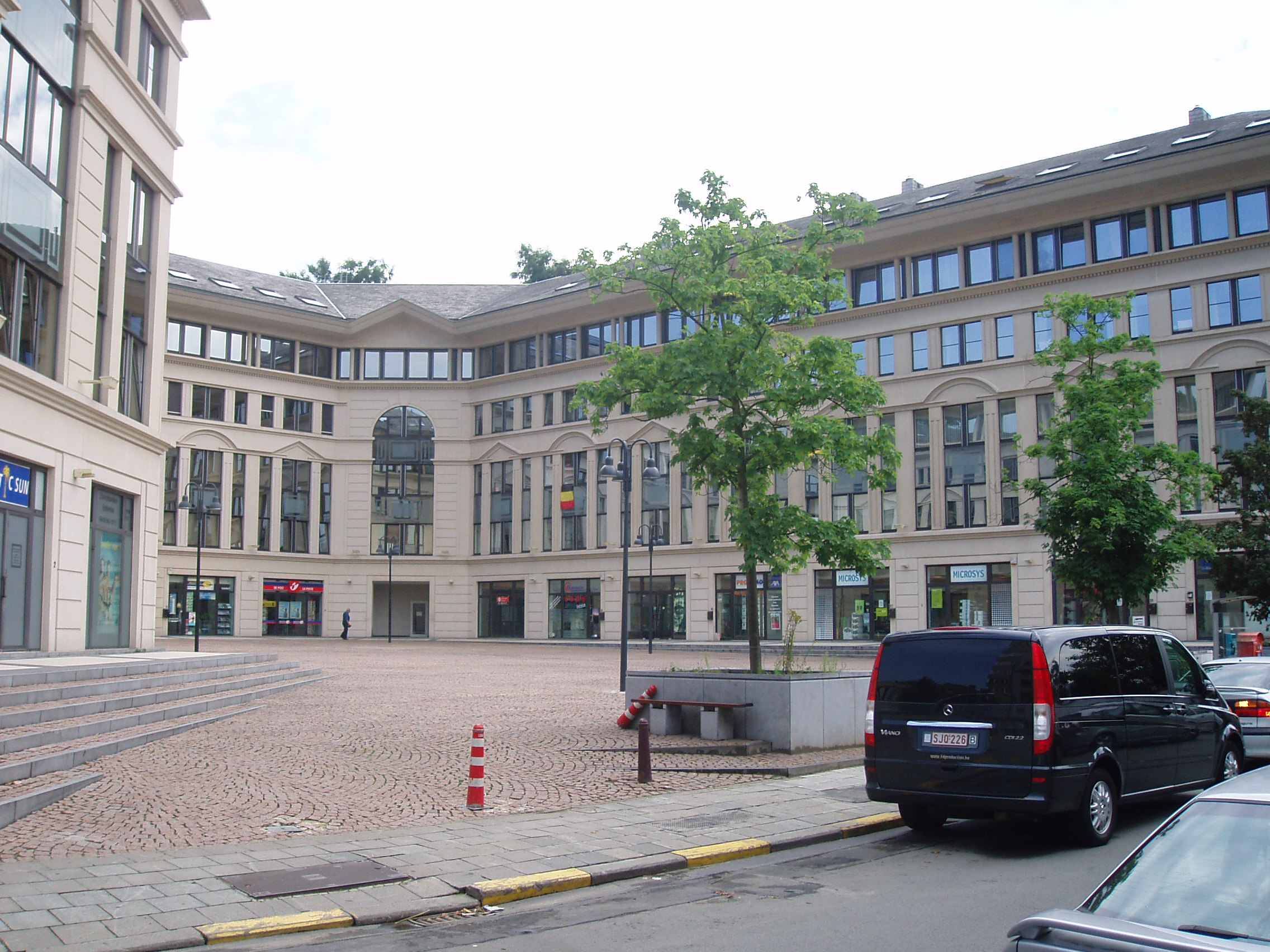
Az auderghemi városháza épülete a Place Communale téren